# Viola wikipedia
Viola wikipedia (лат.) — травянистое растение, вид рода Фиалка семейства Фиалковые. Был назван в 2019 году в честь энциклопедии Википедии ботаниками — мужем и женой Джоном Майклом Уотсоном и Анной Розой Флорес .
Уотсон написал:
Один [ресурс] особенно примечателен тем, что мы постоянно обращаемся к нему за информацией по широкому кругу вопросов, связанных с нашей работой, — это Википедия […]. Лучший способ отблагодарить, который мы можем придумать, — назвать в честь неё растение, и нам приятно увековечить нашу благодарность путём замены эпитета этого вида.
Этот вид эндемичен для региона Сантьяго в Чили. Он известен только по одному экземпляру, собранному в январе 1855 г., который был описан Родольфо Амандо Филиппи в 1857 году как Viola angustifolia.
Вид Viola wikipedia близок к видам Viola acanthophylla, Viola bustillosia и Viola cheeseana; последние описаны в той же статье. Viola wikipedia отличается от этих других видов тем, что «края листьев имеют неглубокую продолговатую пильчатость. Плодоножка явно короче листьев».
Вместе с тем, согласно International Plant Names Index, название Viola wikipedia, являясь незаконным (nomen illegitimum) и излишним (nomen superfluum), входит в синонимику вида Viola angustifolia Phil. (1857).